# AS Tefana
Die Association Sportive Tefana (kurz: AS Tefana) ist ein Fußballverein aus dem französischen Überseegebiet Französisch-Polynesien von der Insel Tahiti. Der 1933 gegründete Klub trägt seine Heimspiele in Faa’a im Stade Louis Ganivet aus. Der Klub ist sechsfacher tahitischer Meister und siebenfacher Pokalsieger. Mit diesen Erfolgen war auch die Teilnahme an der OFC Champions League und der Coupe de France verbunden. Während man in ersterer bereits bei der zweiten Teilnahme das Finale erreichte, scheiterte man im französischen Fußballpokal bisher immer in der Einstiegsrunde.

## Erfolge
- tahitische Meisterschaft: 2005, 2010, 2011, 2015, 2016, 2023
- tahitischer Pokalsieger: 2007, 2008, 2010, 2011, 2012, 2014, 2017
- OFC Champions League: Finalist 2012